# 通风井

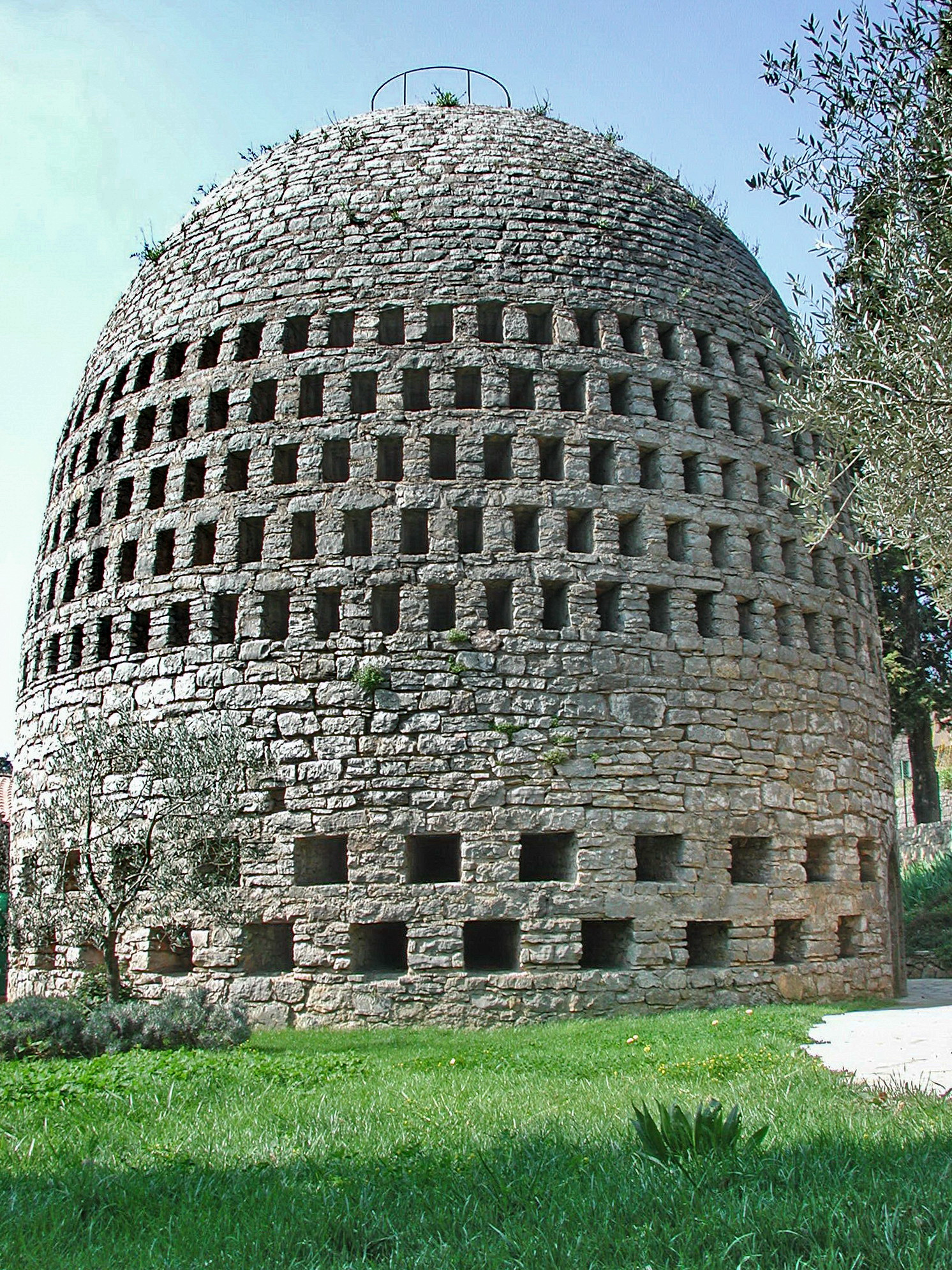
比利时工程师阿基歐·克納彭（Achile Knapen）在普罗旺斯的高質量通风井

通風井（英語：Air well）是将空气中水蒸气冷凝并收集冷凝水的結構或裝置。尽管其設計多變，但最簡單的設計是完全被動的。不需要外部能源，幾乎沒有動態部位。通風井有三種類型：
- 高質量：20世紀初使用，但方法失敗[2]。
- 低質量的輻射收集器：20世紀後期的發展被證明是更成功的[2]。
- 主动式收集器：與除濕機相同的方式收集水；雖然这个設計能很好地工作，但它需要外部能源输入，在特殊情況外的使用很不經濟。新的創新設計旨在最大限度地減少主動冷凝器的能源需求或利用可再生能源[3]。

## 背景

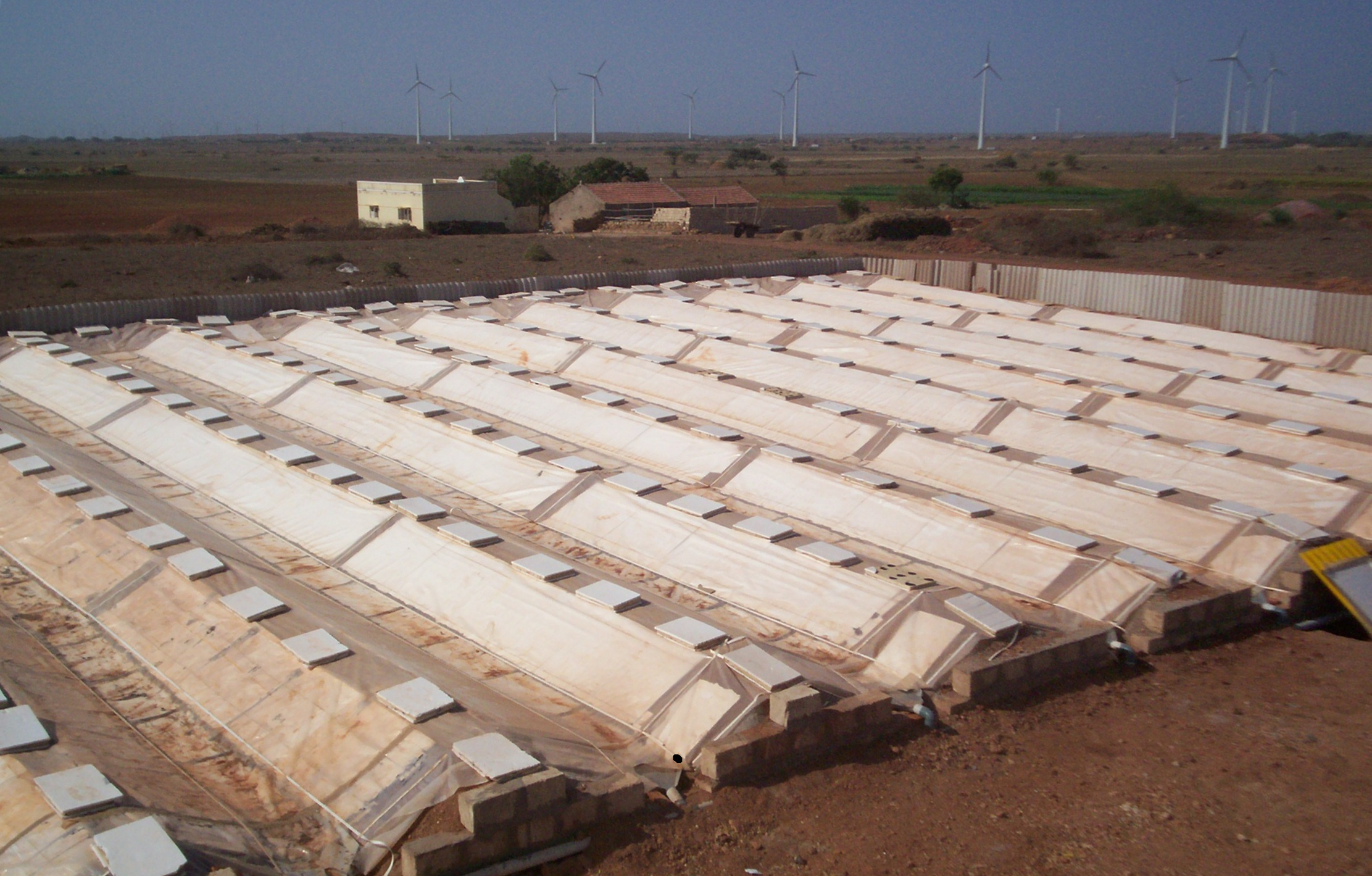
在印度西北部550至660平方公尺處的輻射冷凝器。

通風井的設計都包含足夠低的地基以形成露水。大气中的水蒸氣通常以露水这种降水的方式自然地凝結在地基上。與霧不同，霧是由空氣中顆粒周圍凝結的水滴形成的。若要持续收集露水，则必须耗散凝結过程中释放的潛熱。通風井需吸收空氣中的水分。即使在沙漠，周圍的空氣至少含有一些水。據贝桑和米利莫克的說法，大气中含有约12,900立方千米的淡水，其中98％是水蒸氣，剩下的2％是冷凝水（雲），这几乎相當於人类居住地上所有的可再生水資源量（约12,500立方千米）。空氣中含有的水蒸氣的量叫做相對濕度，其大小与温度有关，温暖的气流能携带更多的水蒸气。當空氣冷卻到露点時，水蒸气达到飽和，然后在合适的表面上凝结成水。例如，对于温度为20 °C（68 °F）、相對濕度为80％的空氣而言，其露點為16 °C（61 °F）。如果相對濕度降為50％，露點则相应地降至9 °C（48 °F）。一個类似但又相当不同的獲得大氣水分的技術是捕霧網。通風井不宜與集水池混淆。集水池是人工挖掘为家畜供水的池塘。集水池又称集雨池或露池，“露池”一词源于多数人认为集水池中水的主要来源是由空气中的雾水，但事實上是雨水。覆蓋範圍可以大幅增加干旱地區的作物產量。在加那利群岛最為突出：在兰萨罗特岛，每年有大約140（5.5英寸）的雨水，沒有永久性的河流。儘管如此，大量的作物可以通過使用一塊火山石塊生長，這是1730年火山噴發後發現的一個技巧。一些可靠的石頭地毯與促進露水；雖然這想法激發了一些思想家，但似乎不太可能影響到這一點；相對的，植物能夠直接從葉子吸收露水，並且石材覆蓋物的主要優點是減少土壤的水分流失並消除雜草的競爭。

## 歷史
從20世紀初開始，許多發明家嘗試了大量露水收集器。著名的調查員是俄罗斯工程師弗里德里希·齊波爾德（Friedrich Zibold）、法国生物化學家萊昂·沙普塔（Leon Chaptal）、德國─澳大利亞研究員狼克·拉克和比利時發明家阿基歐·克納彭。

### 齊波爾德收集器

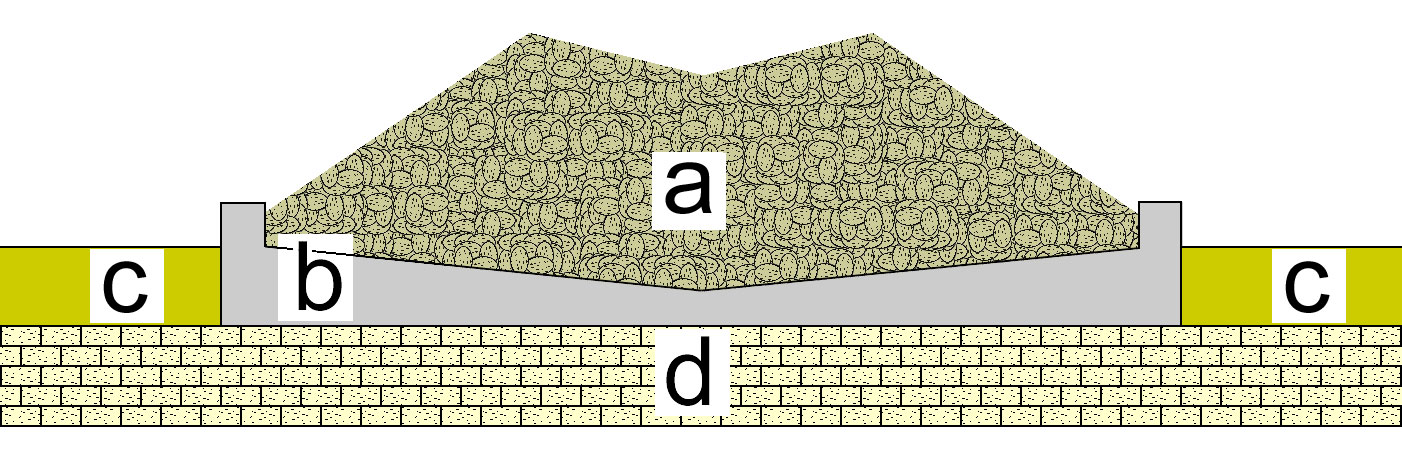
透過弗里德里希·齊波爾德（Zibold）的露水收集器。其中a是底部直徑20 m的海灘鵝卵石截頂錐體，頂部直徑為8 m；b是一個混凝土碗，從碗的管道底部離開收集點；c是地面水平；d是天然石灰岩基地。

1900年，林務工程師弗里德里希·齊波爾德在古代拜占庭城市提奧多西亞遺址附近發現了13塊大石頭。每塊石頭的面積超過900平方（9,700平方英尺）、高約10（33英尺）。這些顯然導致了城市的水井和噴泉，發現與直徑75（3.0英寸）的红陶遺體有關。弗里德里希·齊波爾德認為石堆是用供水給提奧多西亞的通風井，並計算出每個通風井每天生產超過55,400公升（12,200英制加侖；14,600美制加侖）。
為了驗證他的假設，弗里德里希·齊波爾德在提奧多西亞遺址附近的奧巴山丘建造了一個高達288（945英尺）的凝固器並收集區域排水，其面積圍繞成1（3英尺3英寸）高、20（66英尺）寬的牆壁。他用海石堆放在10—40（3.9—15.7英寸）的直徑6（20英尺）、高8（26英尺）的截頂錐體上。石頭的形狀之間，只允許最小的良好氣流接觸。
弗里德里希·齊波爾德的收集器在1912年開始運作，最大的日產量估計為360公升（79英制加侖；95美制加侖），他當時沒有公佈自己的成績。1915年基地洩漏，在成為遺址之前被部份拆除。弗里德里希·齊波爾德的收集器已經發現與古代的石樁大致相同。雖然遠低於弗里德里希·齊波爾德的估計產量，但後來還是受開發商的啟發。

### 沙普塔收集器
1929年，萊昂·沙普塔受弗里德里希·齊波爾德的工作啟發，在蒙彼利埃附近建了一個小通風井，其收集器結構是3（9.8英尺）平方、2.5（8英尺2英寸）高；石灰岩的填充面積為8立方（280立方英尺）、直徑約7.5（3.0英寸），並在塔頂端和底部圍繞小通風孔，可根據風的流動控制開關。該裝置可以讓白天進來的暖濕空氣到了晚上在石灰石塊上冷凝成露水，然後存儲在地下的貯水層中。取决于大气条件，每天收集的水量从1升到2.5升不等。
萊昂·沙普塔自認為沒有任何實驗是成功的。當他在1946年退休時，他將自己的收集器停止運作，可能是因为他不想留下一个错误的设施来誤導那些想继续研究通风井的人。

### 狼克·拉克收集器
狼克·拉克是一名1920至1930年代在柏林工作的化學家，當時他在南斯拉夫和亚得里亚海的維斯島測試了幾種形式的通風井，該收集器受到弗里德里希·齊波爾德和邁蒙尼德的啟發。
暫時確定狼克·拉克的收集器痕跡。
狼克·拉克當時渴望開發收集器，1935年和其妻子瑪麗亞（Maria）搬至澳洲居住，其決定主要原因可能是妻子遇到納粹德國。

## 通風井類型
設計通風井用於收集水分的收集器有三種主要方式：高質量、低質量的輻射收集器和主動式收集器。在20世紀初，那邊的人對高質量通風井較感興趣。